# Generation X (groupe)
Pour les articles homonymes, voir Generation X.
Generation X est un groupe punk britannique, originaire de Londres en Angleterre. À l'origine, le groupe s'appelait Chelsea, et était composé de Billy Idol (guitare), Tony James (basse), John Towe (batterie) et Gene October (chant). Après le départ de Gene October, ils adoptent le nom de Generation X. Leur premier concert a lieu le 4 décembre 1976 au Fulham Arts Centre de Londres.
Generation X manque de peu l'explosion punk mais s'installe rapidement comme un des groupes les plus accessibles et les plus séduisants pour le grand public. Leur premier album éponyme sort en mars 1978 et atteint la 29e place dans les charts anglais. Leur second album, Valley of the Dolls, sort au début de l'année 1979 et est produit par Ian Hunter et le batteur Clive Bunker est invité à jouer en soutien à Mark Laff. En 1980, le groupe s'éloigne du mouvement punk et raccourcit son nom en Gen X. Mais leur troisième album Kiss Me Deadly, sorti en 1981, ne rencontre pas le succès espéré. Le groupe servira de tremplin à la carrière de Billy Idol qui entame alors une carrière solo aux États-Unis.

## Biographie
Durant le mouvement pop punk à Londres à la fin 1976, le guitariste William Broad, à cette période 21 ans et renvoyé de son école à Bromley ; le batteur John Towe, et - à la suggestion de Broad, qui s'étaient rencontrés grâce à une annonce au magazine Melody Maker avec Broad - Tony James, un bassiste de 23 ans originaire de Twickenham, répondent tous à une annonce diffusée au magazine Melody Maker par John Krivine, propriétaire d'un magasin de vêtements appelé Acme Attractions à Chelsea, qui recherche des membres pour un nouveau groupe formé autour de Gene October,. Après une semaine de répétition, le groupe emprunte le nom de Chelsea, puis joue quelques concerts à West London et Manchester. Cependant, en novembre, Gene October pense de Broad et James qu'ils deviennent trop créatifs, et que l'alchimie des membres ne va pas, argument avec lequel s'accordent Broad et James ; Broad, James et Towe abandonnent Chelsea et forment un nouveau groupe appelé Generation X, d'après le titre homonyme d'un ouvrage qu'avait trouvé la mère de Broad. Ils seront managés par Andrew Czezowski,.
En avril 1977, malgré une grosse performance à Londres et des dates dans les provinces anglaises, et après une première date internationale à Paris aux côtés des groupes The Jam et The Police, Idol et James demandent à John Towe de partir, considérant que ce premier ne s'harmonisait pas avec le reste du groupe,. Towe part et rejoint un groupe appelé Alternative TV. Il est remplacé à la batterie par Mark Laff, à cette période âgé de 17 ans, originaire de Barnet, recruté depuis Subway Sect pour compléter ce qui deviendra la future formation à succès des Generation, avant de signer avec le label Chrysalis Records et de publier un premier single, Your Generation en septembre 1977, qui se classera 4e de l'UK Singles Chart. Ils jouent cette chanson à l'émission de variété Marc présentée par Marc Bolan. En mars 1978, le premier album studio du groupe, intitulé Generation X est publié en 1978, et produit par Martin Rushent aux T.W. Studios de Fulham, et se classe 29e de l'UK Albums Chart.
Generation X devient l'un des premiers groupes punk à participer à l'émission Top of the Pops sur la chaîne British Broadcasting Corporation. Le groupe est populaire dans le milieu bourgeonnant du « punk » pour son énergie et l'agressivité de sa musique punk rock qui s'accompagne d'un son mélodieux dans la tradition des premiers groupes britanniques pop des années 1960, notamment dans la veine de The Who, The Kinks, The Rolling Stones et The Beatles. Ils jouent la plupart du temps au Rock Against Racism. Le groupe se sépare en 1981.

## Discographie

### Albums studio
- 1978 : Generation X
- 1979 : Valley of the Dolls
- 1981 : Kiss Me Deadly

### Compilations / rééditions
- 2019 : Generation X (Edition Deluxe 2CD inclus l'album original + 19 titres bonus : inédits, versions alternatives, chutes studio)

### Singles
- 1978 : Your Generation
- 1978 : King Rocker 1979 (édition limitée vinyle rose)
- 1978 : Wild Youth
- 1980 : Ready Steady Go

### EP
- 1981 : Dancing With Myself